# 早稲田大学第一文学部
早稲田大学第一文学部（わせだだいがくだいいちぶんがくぶ）は、早稲田大学にかつておかれていた学部の一つ。略称は一文。

## 概要
1949年4月1日の新制大学発足以降、早稲田大学に置かれていた学部の一つであり、第一政治経済学部、第一法学部、第一商学部と共に専業学生が大半を占める昼間開講の第一学部として開設された。1966年に早稲田大学の他の第二学部は募集停止となり社会科学部へと統廃合されたものの、第二文学部だけは存続することとなったため、第一文学部の名称は残った。だが2006年度の入試を最後に第一文学部も募集を停止し、翌年以降は「文化構想学部」と新「文学部」へと改編された形での募集が行われている。

## 学科・専修
廃止前には、以下の学科・専修が置かれていた。（専修は1983年度まで専攻）
- 総合人文学科
  - 哲学専修
  - 東洋哲学専修
  - 心理学専修
  - 社会学専修
  - 教育学専修
  - 人文専修 - 言語文化、文化人類学、異文化コミュニケーション論に関する授業がおかれた[2]。2010年以降の業務は、文化構想学部複合文化論系に引き継がれた[3]。
  - 日本文学専修
  - 中国語・中国文学専修 - 2002年に中国文学専修から中国語・中国文学専修に改称。
  - 英文学専修
  - フランス文学専修
  - ドイツ文学専修
  - ロシア語ロシア文化専修 - 1920年（旧）文学部ロシア文学専修として設置、1937年戦時のため一時閉鎖、1946年再興[4]。2002年にロシア文学専修からロシア語ロシア文化専修に改称[5]。（新）文学部ロシア語ロシア文学コースに引き継がれた。
  - 演劇映像専修 - 1999年に演劇専修から演劇映像専修に改称。
  - 文芸専修 - 平岡篤頼が中心となり1968年に設立[6]。現役の詩人・作家・評論家が講師陣に加わり、文学の分析や実作が指導された。文化構想学部文芸・ジャーナリズム論系に引き継がれた[7]。
  - 日本史学専修
  - 東洋史学専修 - （新）文学部アジア史コースに引き継がれた。
  - 西洋史学専修
  - 美術史学専修
  - 考古学専修

なお、総合人文学科設立以前は、哲学科（哲学専修、東洋哲学専修、心理学専修、社会学専修、教育学専修、人文専修）、文学科（日本文学専修、中国文学専修、英文学専修、フランス文学専修、ドイツ文学専修、ロシア文学専修、演劇映像専修、文芸専修）、史学科（日本史学専修、東洋史学専修、西洋史学専修、美術史学専修、考古学専修）の3学科体制であったが、学科の形骸化と専修を越えた研究・教育の必要性を理由に、2002年に総合人文学科の1学科へと統合された。

## 著名な出身者（含む中退者）

### あ行
- 阿井渉介 - 小説家
- 青木弘司 - 映画監督
- 青嶋達也 - アナウンサー
- 青野聰 - 小説家、芥川賞受賞
- 赤座美代子 - 女優
- 秋谷栄之助 - 宗教家
- 秋山駿 - 文芸評論家
- 朝倉喬司 - ノンフィクション作家
- 芦原すなお（文学研究科） - 小説家、直木賞受賞
- 麻生俊平 - 作家
- 阿刀田高 - 推理作家、直木賞受賞
- 安倍徹郎 - 脚本家、放送作家
- 阿部宏美 - アナウンサー
- 荒井晴彦 - 脚本家
- 荒川洋治 - 詩人
- 荒山沙織 - アナウンサー
- 有吉玉青 - エッセイスト
- 安藤桂子 - アナウンサー
- 井浦秀夫 - 漫画家
- 生島治郎 - ハードボイルド作家、直木賞受賞
- 池田孝一郎 - アナウンサー
- 居作昌果 - テレビプロデューサー
- 井沢満 - 脚本家
- 石井敏郎 - 声優
- 石井米雄 - 東南アジア史学者
- 石沢綾子 - 元アナウンサー
- 磯崎寛也 - 画家、詩人
- 石橋湛山 - 第55代内閣総理大臣
- 石波義人 - 俳優
- 磯村一路 - 映画監督
- 市井雅哉 - 臨床心理学者
- 五木寛之 - 小説家、直木賞受賞
- 一色真理 - 詩人
- 逸見政孝 - アナウンサー
- 伊藤和典 - 脚本家
- 伊藤一彦 - 歌人
- 伊藤典夫 - 翻訳家
- 井上純一 - 俳優
- 今井夏木 - 映画監督、演出家
- 今城和久 - アナウンサー
- 今村昌平 - 映画監督
- 植芝理一 - 漫画家
- 上田早苗 - アナウンサー
- 植田紳爾 - 演出家
- 植本純米 - 俳優
- 内田莉莎子 - 児童文学作家
- 宇津井健 - 俳優
- 宇野誠一郎 - 作曲家
- 海野弘 - 評論家
- 江上節子 - 社会学者
- 恵比寿半蔵 - ノンフィクション作家
- 大石真 - 児童文学作家
- 大海赫 - 児童文学作家、イラストレーター
- 大口玲子 - 歌人
- 大笹吉雄 - 演劇評論家
- 大島里美 - 脚本家
- 大塚ひかり - 古典エッセイスト
- 大寺眞輔（文学研究科） - 映画評論家
- 大久秀憲 - 小説家
- 大和田伸也 - 俳優
- 岡部昌幸 - 美術史学者
- 岡本厚 - 編集者
- 小川洋子 - 小説家、芥川賞受賞
- 奥秀太郎 - 映画監督
- 奥田俊介 - 翻訳家
- 長田育恵 - 劇作家
- 長田弘 - 詩人、作家
- 長部日出雄 - 小説家、直木賞受賞
- 小澤啓一 - 映画監督
- 小沢昭一 - 俳優
- 小渕恵三 - 衆議院議員、第84代内閣総理大臣
- 折原一 - 小説家、推理作家
- 小和田哲男 - 歴史学者

### か行
- 皆藤愛子 - キャスター
- 鏡明 - SF小説作家、翻訳家
- 架神恭介 - 小説家、フリーライター
- 柿沼郭 - アナウンサー
- 柿崎明二 - 内閣総理大臣補佐官、元共同通信社論説副委員長、編集委員
- 角田光代 - 小説家、直木賞受賞
- 覚和歌子 - 詩人、作詞家
- 柏村武昭 - アナウンサー、元参議院議員
- 加地健太郎 - 俳優
- 梶間俊一 - 映画監督
- 勝谷誠彦 - コラムニスト
- 加藤泰平 - アナウンサー
- 加藤康裕 - アナウンサー
- 加藤治郎 - 歌人
- 加藤武 - 俳優
- 門脇利枝 - TBS北京支局長
- 金子恵美 - 元衆議院議員、タレント
- 金光修 - テレビプロデューサー、経営者
- 香納諒一 - 小説家
- 神代辰巳 - 映画監督
- 鎌田慧 - ジャーナリスト
- 上久保誠人 - 政治学者
- 神里雄大  - 演出家
- 萱野稔人  - 哲学者
- 假屋崎省吾 - 華道家、タレント
- 河竹登志夫 - 演劇学
- 河田浩兒 - スポーツコメンテーター
- 川戸貞吉 - 落語評論家
- 河原崎建三 - 俳優
- 河原崎長一郎 - 俳優
- 川辺久造 - 俳優
- 川並弘昭 - 教育者
- 川村晃司 - 解説委員
- 姜徳相 - 歴史学者
- 菅野純 - 心理学者
- 菅野よう子 - 作曲家
- 菊谷匡祐 - 翻訳家
- 岸井大輔 - 劇作家
- 岸上伸啓 - 文化人類学者
- 岸田秀  - 心理学者、エッセイスト
- 北川悦吏子 - 脚本家
- 北郷三穂子 - アナウンサー
- 北村薫 - 小説家、推理作家、直木賞受賞
- 北村和夫 - 俳優
- 木村晶子 - 英文学者
- 清原正博 - アナウンサー
- 吉良佳子 - 参議院議員（東京都選出）
- 桐山襲 - 小説家
- 金美齢（文学研究科） - 評論家
- 倉阪鬼一郎 - 小説家
- 栗原美和子 - テレビプロデューサー
- 栗本薫 - 小説家
- くり万太郎 - アナウンサー
- 栗山民也 - 舞台演出家
- 黒田日出男 - 歴史学者
- 黒田正玄 - 千家十職、竹細工師
- 黒田昌郎 - アニメーション演出家
- 現代洋子 - 漫画家
- 小池清 - アナウンサー
- 康珍化 - 作詞家
- 河野基比古 - 映画評論家
- 黄金咲ちひろ - 会社代表
- 古今亭志ん雀 - 落語家
- 小島ゆかり - 歌人
- 小谷陽子 - 女優
- 小鷹信光 - 翻訳家
- 後藤竜二 - 児童文学作家
- 粉川哲夫 - 批評家
- 小林勝也 - 俳優、演出家
- 小林大輔 - アナウンサー
- 小林孝司 - アナウンサー
- 小林千恵 - アナウンサー
- 小林信彦 - 小説家、評論家
- 小林勝 - 小説家
- 小森光生 - 野球野手
- 小山高生 - 脚本家
- 是枝裕和 - 映画監督
- 近野宏明 - 報道キャスター
- 紺谷典子 - エコノミスト

### さ行
- 斉加尚代 - テレビディレクター、報道記者
- 西条道彦 - 脚本家、作家
- 斎藤勇 - 心理学者
- 斎藤晴彦 - 俳優
- 齊藤啓輔 - 北海道余市町長
- 酒井隆史 - 社会思想史家
- 堺雅人 - 俳優
- 酒井雄二 - 歌手
- 阪田マサノブ - 俳優
- 瑳川哲朗 - 俳優、声優
- 桜井郁子 - アナウンサー
- 桜田和之 - テレビプロデューサー、経営者
- 佐々木敏 - 声優
- ササキバラ・ゴウ - 編集者、評論家
- 笹倉明 - 小説家、ノンフィクション作家、直木賞受賞
- さそうあきら - 漫画家
- 佐藤東弥 - テレビドラマディレクター
- 佐藤雄亮 - ロシア文学者
- 佐藤能丸 - 政治史研究家
- 佐藤龍文 - アナウンサー
- さねとうあきら - 児童文学作家
- 佐藤恭子 - キュレーター
- 沢村慎太朗 - 自動車評論家
- サンキュータツオ（文学研究科博士） - 芸人
- 式貴士（文学研究科） - 小説家
- 篠田正浩 - 映画監督
- 志野靖史 - 漫画家、イラストレーター
- 柴宜弘 - バルカン史研究家
- 柴田浩 - 尾張旭市長、元名鉄百貨店社長
- 清水邦夫 - 劇作家、演出家
- 下岡陽子 - アナウンサー
- 東海林さだお - 漫画家、作家
- 城達也 - 声優
- 生野文治 - ナレーター
- 白石かずこ（文学研究科） - 詩人
- 白石朗 - 翻訳家
- 城山堅 - 声優
- 神宮輝夫 - 児童文学研究者
- 陣野俊史 - 文芸評論家
- 新野新 - 放送作家、ラジオパーソナリティ
- 新堀俊明 - 報道記者
- 末原拓馬 - 俳優、脚本家、演出家
- 菅原信海 - 仏教学者
- 杉浦圭子 - アナウンサー
- 杉浦舞 - アナウンサー
- 杉本つとむ - 言語学
- 杉山邦博 - アナウンサー、相撲ジャーナリスト
- 杉上佐智枝 - アナウンサー
- 杉山真也 - アナウンサー
- 鈴木あづさ（ペンネーム：水野梓）- 作家、ニュースキャスター、日本テレビ放送網報道記者
- 鈴木良雄 - ジャズベース奏者
- 砂田弘 - 児童文学作家
- 関曠野 - 思想史家、評論家
- 関谷浩至（文学研究科） - 映画音楽研究者、元TBSラジオパーソナリティ、元TBSテレビディレクター
- 芹沢秀明 - 俳優
- ソジエ内田恵美 - 社会言語学

### た行
- 高井美穂 - 徳島県三好市長、元衆議院議員
- 高杉良 - 小説家
- 高瀬春奈 - 女優
- 高瀬広居 - 評論家
- 高津住男 - 俳優
- 高野孟 - ジャーナリスト
- 高橋玄洋 - 脚本家
- 高橋広司 - 声優、俳優
- 高橋史朗 - 教育学者
- 高橋敏夫 - 文芸評論家
- 高橋三千綱 - 小説家、芥川賞受賞
- 滝田裕介 - 俳優
- 滝本喬 - ジャーナリスト
- 竹内銃一郎 - 劇作家
- 武田一顯 - ラジオ記者
- 竹西寛子 - 小説家
- 竹林宏 - アナウンサー
- 竹盛天雄 - 日本文学研究者
- 田澤拓也 - ノンフィクション作家
- 立川昭二 - 医療文化史研究家
- 田﨑竜太 - ドラマ監督
- 田中宏枝 - アナウンサー
- 田中陽造 - 脚本家
- 田原総一朗 - ジャーナリスト、評論家
- 田村智子 - 参議院議員
- 多和田葉子 - 小説家、芥川賞受賞
- 俵万智 - 歌人
- 近石真介 - 声優、ナレーター
- 千野秀和 - アナウンサー
- 土本典昭 - ドキュメンタリー映画作家
- 坪内ミキ子 - 女優
- 坪内祐三 - 文芸評論家
- 津村喬 - 気功師
- 手賀沼ジュン -ミュージシャン、お笑い芸人
- 土岐麻子 - ミュージシャン
- 常盤新平 - 小説家、翻訳家、直木賞受賞
- 富島健夫 - 小説家
- 富山和子 - 環境問題評論家
- とよたかずひこ - 絵本作家
- 鳥居元宏 - テレビ映画監督
- ドリアン助川 - ボーカリスト

### な行
- 永井伸一 - アナウンサー
- 永井多恵子 - アナウンサー
- 長尾直樹 - 映画監督
- 中里雅子 - アナウンサー
- 中田浩二 - 声優
- 中田新一 - 映画監督
- 永田亮子 - 実業家
- 中谷一郎 - 俳優
- 長塚幾子 - 元神奈川県伊勢原市長
- 長塚京三 - 俳優
- 中根徹 - 俳優
- 中野誠也 - 俳優
- 中野博之 - 雑誌編集者
- 中野三敏 - 日本文学研究者
- 中野裕太 - モデル、タレント
- 長野翼 - アナウンサー
- 中村吉右衛門 - 歌舞伎俳優、人間国宝
- 中村八大 - 作曲家
- 中山史郎 - TVディレクター、演出家
- 並木芳治 - 外交官、コスタリカ駐箚特命全権大使
- 那田尚史（文学研究科） - 映画評論家
- 成井豊 - 劇作家
- 南陀楼綾繁 - 古書評論、文筆家
- 西川美和 - 映画監督
- 西田健 - 俳優
- 西村繁男 - 雑誌編集者
- 西村雄一郎 - 映画評論家
- 沼田通嗣 - TVプロデューサー
- 根岸吉太郎 - 映画監督
- 根占献一 - ルネサンス思想史研究家
- 野口武彦 - 文芸評論家、日本文学研究者
- 野坂昭如 - 小説家、直木賞受賞
- のざききいこ - 声優、ナレーター
- 野末陳平 - 放送作家
- 野田知佑 - エッセイスト、カヌーイスト
- 野村万作 - 狂言師

### は行
- 橋口文恵 - アナウンサー
- 長谷部安春 - 映画監督
- 畑恵 - アナウンサー
- 八村哲郎 - 実業家
- 初田啓介 - アナウンサー
- 浜尾朱美 - キャスター
- 浜田晃 - 俳優
- 浜野卓也 - 児童文学作家
- 林久美子 - 元アナウンサー、元参議院議員
- 林文代 - アメリカ文学者
- 早田和泰 - アナウンサー
- 原田宗典 - 小説家
- 春木豊 - 心理学者
- 坂信一郎 - アナウンサー
- 東陽一 - 映画監督
- 樋口裕一 - 翻訳家
- 久間十義 - 小説家
- 秀嶋賢人 - 劇作家、映画監督
- ヒライケンジ - 芸人
- 平野俊一 - 演出家、ディレクター
- 平岡篤頼 - フランス文学者
- 平岡正明 - 評論家
- 平田満 - 俳優
- 平野啓子 - キャスター、語り部
- 廣江彰 - 経済学者
- 広瀬久美子 - アナウンサー
- 広瀬襄 - 映画監督
- 深沢道子 - 臨床心理学者
- 福井文雅 - 仏教学者・中国学者
- 福澤朗 - アナウンサー
- 福永令三 - 童話作家
- 藤田宜永 - 小説家、直木賞受賞
- 藤村俊二 - 俳優
- 藤本正人 - 埼玉県所沢市長
- 藤原宰太郎 - 推理作家
- 二見忠男 - 俳優
- 船瀬俊介 - 環境ジャーナリスト
- 夫馬基彦 - 小説家
- 古井戸秀夫 - 演劇学・舞踊学研究家
- 古川琢也 - ルポライター
- 古川日出男 - 小説家
- 古田足日 - 児童文学作家
- ベニー松山 - ゲームライター、小説家
- 星野智幸 - 小説家
- 堀井憲一郎 - コラムニスト
- 堀江敏幸 - 小説家、芥川賞受賞
- 堀田延 - 放送作家
- 星崎真紀 - 漫画家
- 星野豊 - アナウンサー
- 堀井雄二 - ゲームシナリオライター
- 堀尾正明 - アナウンサー
- 本間絹子 - CMプランナー

### ま行
- 前田陽一 - 映画監督
- 槙尾ユウスケ - 芸人
- 真樹日佐夫 - 漫画原作者
- 益田由美 - アナウンサー
- 松井今朝子（文学研究科） - 小説家、直木賞受賞
- 松岡正剛 - 編集者
- 松倉悦郎 - アナウンサー
- 松田喬和 - 論説委員
- 松原秀行 - 児童文学作家、フリーライター
- 松本晃彦 - 作曲家
- 松本明 - テレビディレクター
- 松本白鸚 - 歌舞伎役者
- 丸山正樹 - 作家
- 麿赤兒 - 俳優、舞踏家
- 三浦しをん - 小説家、随筆家、直木賞受賞
- 三浦哲郎 - 小説家、芥川賞受賞
- 三浦崇宏 - PRプランナー、株式会社GO代表・クリエイティブディレクター
- 三木卓 - 詩人、小説家、芥川賞受賞
- 御厨さと美 - 漫画家
- 水落潔 - 演劇評論家
- 水口義朗 - ジャーナリスト、司会者
- 水島総 - 映画監督、脚本家
- 水原紫苑（文学研究科） - 歌人
- 三田洋 - 詩人
- 三田誠広 - 小説家、芥川賞受賞
- 道浦母都子 - 歌人
- 港浩一 - テレビプロデューサー、経営者
- 見延典子 - 小説家
- 箕輪厚介 - 編集者、実業家
- 宮川一朗太 - 俳優
- 宮川俊二 - ニュースキャスター
- 宮城谷昌光 - 小説家、直木賞受賞
- 三宅久之 - 政治評論家
- 宮崎宣子 - アナウンサー
- 宮原昭夫 - 小説家、芥川賞受賞
- 向井政生 - アナウンサー
- 夢月亭清麿 - 落語家
- 村上春樹 - 小説家、フランツ・カフカ賞受賞、エルサレム賞受賞
- 村田慶之輔　美術評論家、川崎市岡本太郎美術館初代館長
- 村山千代 - アナウンサー
- 望月智充 - アニメーション監督
- 森重樹一 - 歌手
- 森田進 - 詩人
- 森常治 - 記号学者
- 森谷明子 - 小説家[9]
- 森谷司郎 - 映画監督
- 森本智子 - 実業家、フリーアナウンサー

### や行
- 八木亜希子 - アナウンサー
- 八木康夫 - プロデューサー
- 矢柴俊博 - 俳優
- 柳瀬尚紀（文学研究科博士） - 翻訳家
- 矢野吉彦 - アナウンサー
- 山内としお - 俳優
- 山口一臣 - 編集者
- 山崎敬之 - 脚本家、アニメプロデューサー
- やまさき十三 - 漫画原作者
- 山崎忠昭 - 脚本家、放送作家
- 山崎晴哉 - 脚本家、小説家
- 山下裕子 - 女優
- 山田康雄 - 声優
- 山田二郎 - アナウンサー
- 山田智彦 - 小説家
- 大和屋竺 - 俳優、脚本家
- 山中秀樹 - アナウンサー
- 山根基世 - アナウンサー
- 山本耕一 - 俳優
- 山元護久 - 児童文学作家、放送作家、脚本家
- 山本文郎 - アナウンサー
- やよい（たかまつやよい） - 漫画家、漫画原作者
- ゆあさふみえ - 翻訳家
- 横内謙介 - 劇作家
- 横尾博之 - 声優
- 横森久 - 俳優
- 吉井祥博 - アナウンサー
- 吉川精一 - アナウンサー
- 吉田信解 - 政治家
- 由田慎太郎 - 野球野手
- ヨシダ朝 - 俳優
- 吉田大八 - 映画監督
- 吉田司 - ノンフィクション作家
- 吉松孝 - アナウンサー
- 吉原功兼 - アナウンサー
- 吉村作治 - エジプト考古学者
- 米川千嘉子 - 歌人
- 米川良夫 - 翻訳家

### ら-わ行
- ラサール石井 - タレント
- 李恢成 - 小説家、芥川賞受賞
- 若木未生 - 作家
- 和田勉 - 演出家
- 渡辺謙太郎 - アナウンサー
- 渡部恒三 - 政治家
- 渡部直己 - 文芸評論家
- 渡辺雄介 - 脚本家